# Andrew Wooten
Andrew Wooten (Bamberg, Baviera, 30 de setembro de 1989) é um futebolista germano-americano que atua como atacante. Atualmente, joga pelo Vfl Osnabrück.[carece de fontes?]

## Carreira

### Clube
Depois de iniciar sua carreira no Wormatia Worms, Wooten foi contratado pelo 1. FC Kaiserslautern em 2009, onde inicialmente se juntou a equipe B do time. Depois de boas performances pelo 1. FC Kaiserslautern II, ele subiu para o time principal e em março de 2012 fez sua estréia na Bundesliga pelo 1. FC Kaiserslautern. Em 2012, Wooten foi emprestado ao SV Sandhausen que a época jogava a 2. Bundesliga. Logo após retornar ao 1. FC Kaiserslautern, ele foi novamente emprestado, dessa vez ao FSV Frankfurt. Em junho de 2014, o SV Sandhausen anunciou a contratação definitiva do atacante por três anos.

### Internacional
Filho de mãe alemã e pai americano, Wooten é elegível para defender tanto a Seleção Alemã quanto a Seleção dos Estados Unidos. Ele chegou a ser convocado para a seleção Sub-23 dos Estados Unidos mas nunca jogou nenhuma partida. Wooten recebeu sua primeira convocação para a Seleção dos Estados Unidos para um jogo amistoso contra a Seleção Peruana em 4 de setembro de 2015. Em 13 de outubro do mesmo ano, Wooten fez sua primeira partida pelos Estados Unidos em um jogo amistoso contra a Costa Rica.

## Ligações Externas
- Perfil do jogador no Soccerway
- Perfil do jogador no Fussball Daten
- Perfil do jogador na Revista Kicker